# Turmhügel Oberried
Der Turmhügel Oberried ist eine abgegangene mittelalterliche Höhenburg vom Typus einer Turmhügelburg (Motte) im Bereich der Kirche  „Mariä Namen“ bei Oberried, einem Ortsteil der Gemeinde Drachselsried im Landkreis Regen in Bayern. Die Anlage wird als Bodendenkmal unter der Aktennummer D-2-6844-0002 im Bayernatlas als „mittelalterlicher Turmhügel“ geführt. 

## Beschreibung
Von der ehemaligen Mottenanlage auf natürlicher Felskuppe durch Ringgraben befestigt ist nichts erhalten.